# Viersener Straße 129–131 (Mönchengladbach)

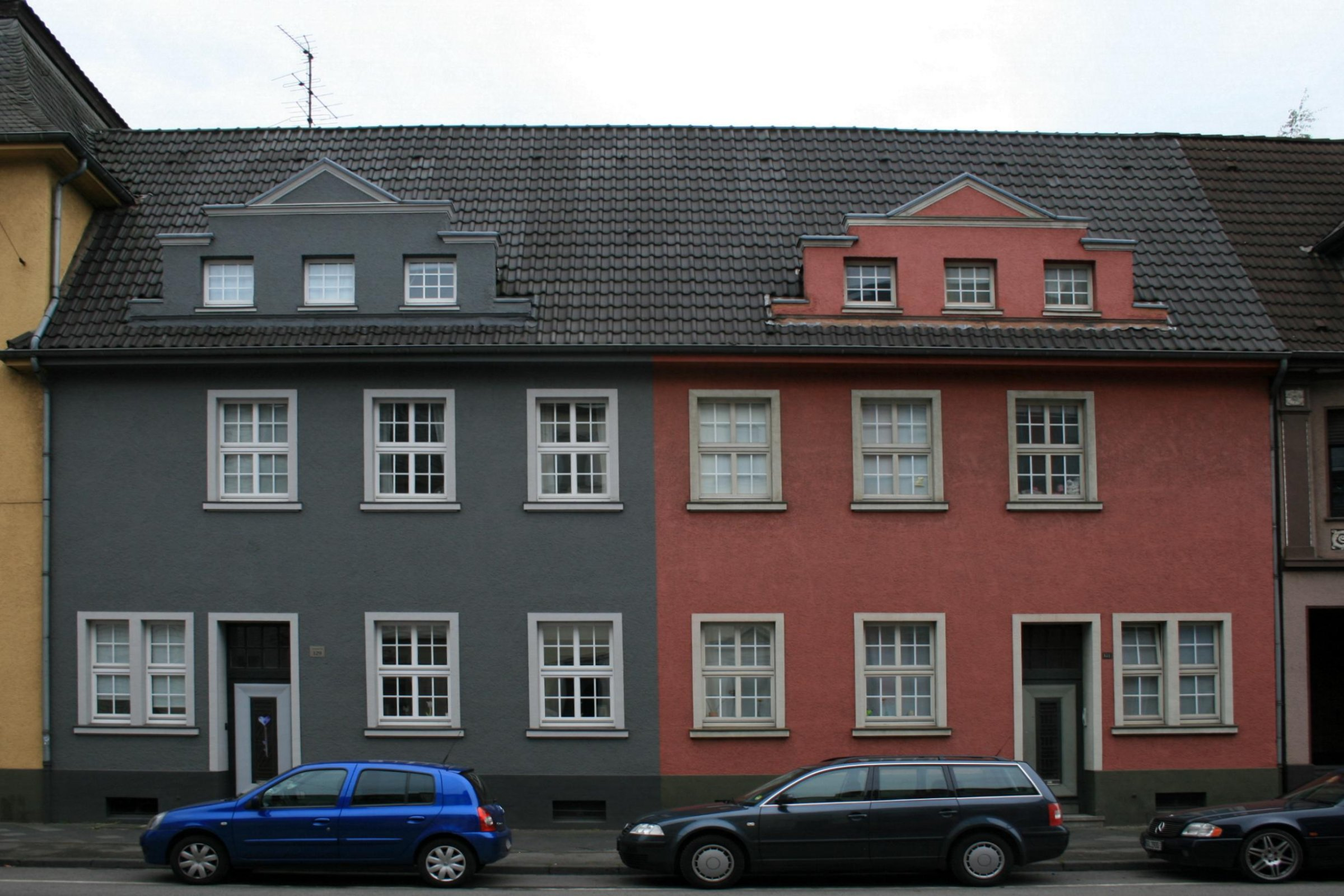
Wohnhaus (2010)

Das Wohnhaus Viersener Straße 129–131 steht in Mönchengladbach (Nordrhein-Westfalen) im Stadtteil Am Wasserturm.
Das Gebäude wurde 1925/26 erbaut und unter Nr. V 020 am 28. März 1995 in die Denkmalliste der Stadt Mönchengladbach eingetragen.

## Lage
Das Gebäude gehört zu einem am Straßenring um den Wasserturm und sich bis in die Viersener Straße hinein fortsetzenden Gebäudekomplex von fünf Mietwohnhäusern. 

## Architektur
Es ist ein zweigeschossiges Doppelwohnhaus mit spiegelsymmetrisch angelegten Fassaden. Jede Fassadenhälfte mittig akzentuiert durch einen Stufengiebel. Neben der gleichmäßigen Fensterreihung in Form einer Großfassade übernehmen ein Sockel- und ein weit vorkragendes Traufgesims die horizontale Gliederung. Das Gleichmaß der sechs Fensterachsen (Obergeschoss) wird im Erdgeschoss unterbrochen durch zwei gekoppelte, den Hauseingang links bzw. rechts flankierende Rechteckfenster. Die übrigen Fenster sind als gleichförmige Hochrechtecke mit flach aufgelegter Putzrahmung und scharfkantigen Sohlbänken ausgebildet. Die jeweils drei Fenster der Giebel in annähernd quadratischer Ausführung. Ein mäßig steil geneigtes Satteldach als Abschluss. Eine Unterschutzstellung des Gebäudes liegt daher aus städtebaulichen und architekturhistorischen Gründen im öffentlichen Interesse.